# 가미토요토미촌
가미토요토미촌(일본어: 上豊富村)은 일본 교토부 아마타군에 설치되었던 촌이다.